# Curtis Borchardt
Curtis Alan Borchardt (Buffalo, 13 settembre 1980) è un ex cestista statunitense, professionista nella NBA, in Francia e in Spagna.

## Carriera
È stato selezionato dagli Orlando Magic al primo giro del Draft NBA 2002 (18ª scelta assoluta).

## Palmarès
- Semaine des As: 1

ASVEL: 2010
- Match des Champions: 1

ASVEL: 2009